# Manuel Antonio de la Cerda
Manuel Antonio De la Cerda y Aguilar (Granada, Gobernación de Nicaragua, Capitanía General de Guatemala, c. 1780 - Rivas, Estado de Nicaragua, República Federal de Centro América, 29 de noviembre de 1828) fue un abogado y político preindependentista nicaragüense, primer Jefe Supremo del Estado de Nicaragua dentro de la República Federal de Centro América por dos períodos 1825 (electo) y 1827-1828) (en rebelión). Encabezó uno de los dos bandos beligerantes durante la Guerra de Cerda y Argüello (1825-1828).

## Biografía

### Familia
Sus padres fueron Cayetano De la Cerda Niño Ladrón de Guevara y Rosalía Engracia De Aguilar y Váldez (Valdés).
Se casó en Granada en 1807 con Apolonia del Castillo y Guzmán, con la cual tuvo un hijo: Manuel Antonio De la Cerda del Castillo y dos hijas: María Engracia De la Cerda Del Castillo y Juana Ubalda De la Cerda Del Castillo.
Su primo hermano Juan Argüello, segundo Jefe Supremo del Estado de Nicaragua, fue amigo de su infancia y los dos fueron héroes de la insurrección de 1811, compartiendo cadenas y presidio en España tras su derrota. Posteriormente los dos desencadenaron una cruel lucha fratricida por el poder supremo, la llamada "Guerra de Cerda y Argüello" en la historia de Nicaragua. 
Francisco Argüello, su otro primo hermano, era Comandante de Armas de su ejército y, entrando en conspiración contra él, jugó el papel clave en la toma de cuartel en Rivas y el apresamiento de Cerda en 1828.

### Carrera temprana
En 1792 se fue a León como paje del obispo Juan Félix de Villegas, el cual, nombrado obispo metropolitano en 1795, lo llevó consigo a la Ciudad de Guatemala. 
En la capital del Reino, Cerda se graduó de abogado en la Universidad de San Carlos Borromeo de Guatemala.
En 1805 regresó a Granada, casándose dos años después. En 1808 fue nombrado subdelegado del partido de Matagalpa. En 1810 se separó de este para ir a Guatemala nuevamente, a seguir un pleito con José de Salvador y Antoli, Intendente de León, en el cual salió triunfante. 
Tras su regreso a Granada recibió el nombramiento de Regidor Municipal.

### Insurrección de 1811 y cadena en España
En 1811, desempeñando el cargo de Regidor Municipal de Granada, lideró una insurrección contra los autoridades españolas junto con su primo hermano, Juan Argüello, que era Alcalde de Granada, y otro pariente, Telesforo Argüello. 
El ejército realista al mando del Sargento Mayor Pedro Gutiérrez vino a sofocar la rebelión. El 21 de abril de 1812 los insurgentes lograron repeler el ataque de la vanguardia realista al mando de José María Palomares, pero después se vieron obligados a ceder frente a la superioridad del grueso de ejército de Gutiérrez, aceptando una capitulación bajo las garantías de su seguridad. Sin embargo, la capitulación fue desaprobada por el Capitán General de Guatemala, José de Bustamante y Guerra, resultando apresados varios de los jefes insurgentes, entre estos, Manuel Antonio de la Cerda, Juan y Telesforo Argüello. 
Tras aproximadamente dos años en prisión en Guatemala, fueron juzgados y condenados a muerte, pero luego se les conmutó la pena por la de cadena perpetua en España, que cumplieron en el castillo de San Sebastián de la ciudad de Cádiz. Telesforo Argüello falleció en el cautiverio. 
En 1817 Cerda fue puesto en libertad junto con Juan Argüello conforme el indulto proclamado por el rey Fernando VII por motivo de su casamiento.

### Exilio
Tras su liberación, Cerda trató de presentar una acusación contra el capitán general Bustamante y Guerra ante el Gobierno de España, pero un Ministro pariente de este no dio paso a su informe y trató de aprisionar a Cerda nuevamente. 
Ayudado de sus amigos, Cerda escapa a Suecia, donde permanece algún tiempo y se gana la vida, trabajando como remendón de zapatos (oficio que aprendió en la cárcel). 
Luego se traslada a Cuba, donde vive de incógnito en La Habana bajo el nombre de Manuel Aguilar, usando el apellido materno. 
Vuelve a Nicaragua el 7 de diciembre de 1820, logrando conseguir protección de parte del nuevo Capitán General de Guatemala, Carlos Urrutia.

### Carrera posterior
En 1822 desempeñó el cargo de Alcalde de Granada.
En 1823 representó a Nicaragua en la Asamblea Nacional Constituyente que acordó la creación de las Provincias Unidas del Centro de América. 

### Jefe del Estado (electo, 22 de abril de 1825 — noviembre de 1825)
Tras la guerra civil de 1824-1825, fue elegida la primera Asamblea Constituyente del Estado de Nicaragua (8 de abril de 1825), la cual a su vez elige a dos ciudadanos como Jefe y Vicejefe para ejercer el Poder Ejecutivo por cuatro años. Así, el 10 de abril son elegidos Manuel Antonio de la Cerda y Juan Argüello para Jefe y Vicejefe del Estado.
La elección fue reñida, como todo indicaba que Argüello, favorecido por los liberales, iba a ser elegido para Jefe, mientras que los «serviles» o conservadores, que eligieron a De la Cerda, quedarían en minoría. Sin embargo, la actitud del coronel Cleto Ordóñez, que había dado el apoyo liberal a De la Cerda, considerándolo un estadista de mayor capacidad, le garantizó a este la victoria electoral. 
La toma de posesión de los cargos tuvo lugar el 22 del mismo mes en León. 
El 25 de mayo de 1825 De la Cerda hace publicar su célebre bando o especie de estatuto general, de carácter estrictamente conservador, limitando en una forma severa la libertad de palabra y conciencia.
Por una acusación de abuso del poder formulada por el Vicejefe Argüello, De la Cerda fue suspendido por la Asamblea en noviembre de 1825 y reemplazado por el propio Argüello, quien fue elegido constitucionalmente como Jefe en 1826. El Poder Ejecutivo, auxiliado por un Consejo Representativo, y el Poder Legislativo eran las autoridades supremas del Estado.
Algunos historiadores califican la suspensión de De la Cerda como una destitución del cargo, creándose así una vacante, porque ya no volvió a retomar el poder de la forma constitucional. Sin embargo, su período venció jurídicamente el 22 de abril de 1826, con la entrada en vigor de la nueva Constitución del Estado.

### Jefe del Estado (en rebelión, 27 de febrero de 1827 — 7 de noviembre de 1828)

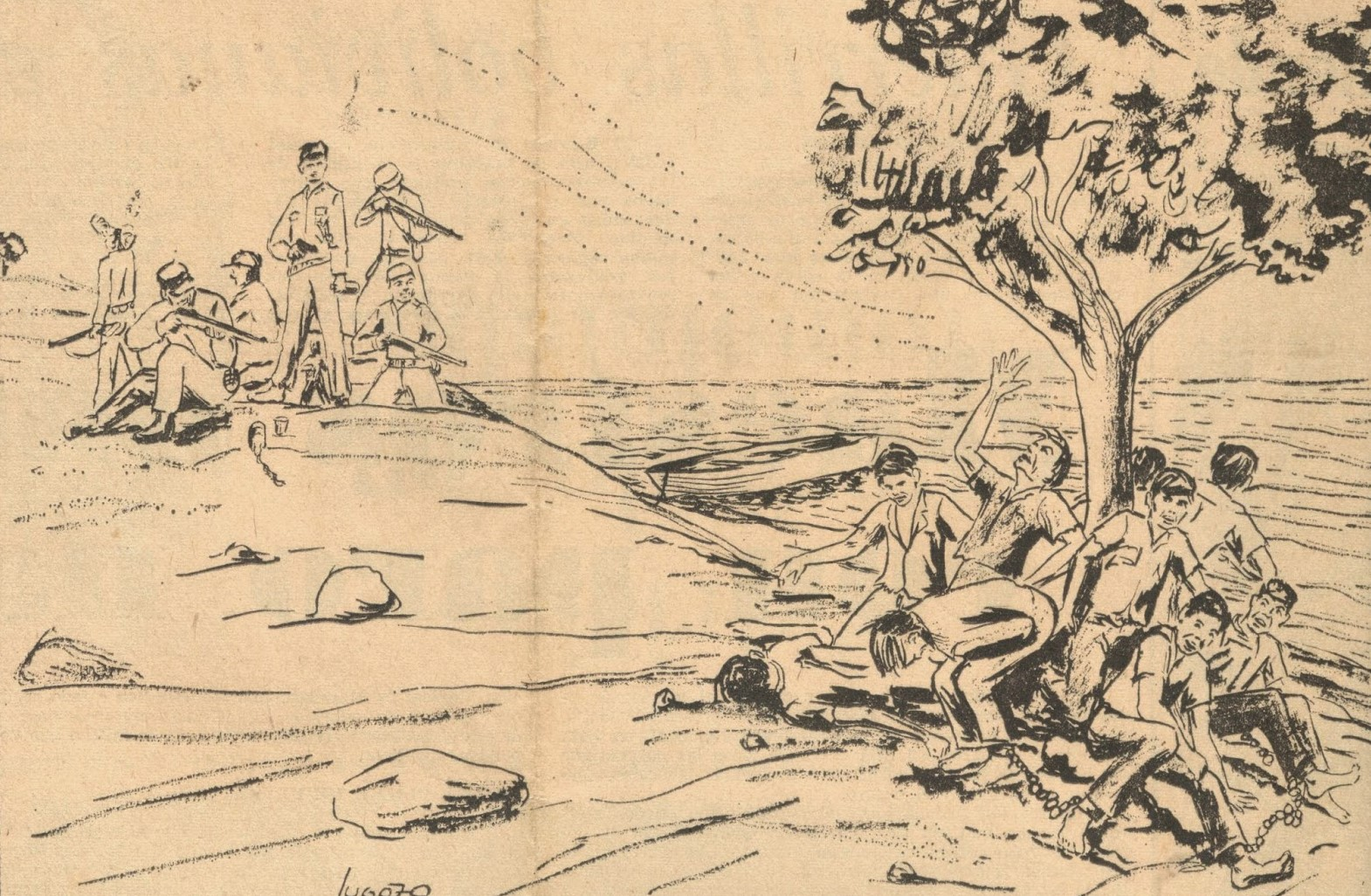
Ilustración de la forma cómo, según relatos ciertos, fueron asesinados los presos en el Cerro La Pelona, durante los finales de la sangrienta Guerra de Cerda y Argüello.

El resultado de las elecciones para el segundo período, no fue definitivo, por lo que se reunió en León la Asamblea para resolver la discordia. Argüello que concluía la suplencia, quiso violentar a los Representantes para que lo eligieran, pero estos en número de 7, se trasladaron a Granada, y allí eligieron Consejero Jefe a Pedro Benito Pineda y desconocieron a Argüello, quien respondió atacando Granada, capturó a Pineda y a su Ministro Miguel de la Cuadra y los fusiló en León. En el ínterin, la Asamblea huyó hacia Rivas.
A Managua y Rivas, que llegaron a ser sedes de los enemigos de Argüello, tras la derrota del Consejero Jefe Pedro Benito Pineda en Granada declararon el estado de acefalia considerando la autoridad de Argüello ilegal por haber expirado su período, uniéndoseles Jinotepe y Juigalpa.
De la Cerda, en principio, había decidido abandonar la política, retirándose a la vida privada en su hacienda San Buenaventura (jurisdicicción de Nandaime); sin embargo, dejándose influenciar por los círculos conservadores de Guatemala, regresó a la lucha política, usando de pretexto que su período de cuatro años, para el que había sido elegido en 1825, aun continuaba.
De ese modo, De la Cerda fue llamado por el bando conservador a reasumir el poder de manera provisional hasta la celebración de nuevas elecciones. En febrero de 1827 De la Cerda asume como Jefe del Estado ante las autoridades municipales de Managua. 
Desde su sede en Managua, De la Cerda intimó a Argüello (cuya capital era León) para que abandonara su cargo, a lo que el Vicejefe se negó -apoyado por León, Granada y Masaya-, argumentando que el propio De la Cerda había sido destituido de su puesto por la Asamblea Constituyente de 1825. Al surgir así una dualidad de poderes, se enciende una nueva guerra civil, conocida como la Guerra de Cerda y Argüello.
Tras la expulsión de Argüello por el coronel Cleto Ordóñez en septiembre del mismo año, De la Cerda trató de negociar con este su reconocimiento, pero, al fallar ese intento, le declaró la guerra al Gobierno de Pedro Oviedo, instalado por Ordóñez en León, y emprendió un fallado sitio de la ciudad. 
Después de la salida de Ordóñez de Nicaragua la guerra contra De la Cerda continuó incluso en ausencia del Vicejefe Argüello, con la instalación por los liberales de dos Juntas Gubernativas, una en León y otra en Granada.
En junio de 1828 hubo un levantamiento contra De la Cerda en Managua, que logró dominarlo, pero decidió trasladarse a Rivas (que en esta época se denominaba Villa de Nicaragua), donde se sentía más seguro. 
Desde allí, en septiembre del mismo año, emprendió un fallado asedio de Granada, mandando tropas al mando de Francisco Baltodano, que tuvieron que retirarse tras un asalto por parte de los argüellistas al mando del Presbítero José María Estrada.
Para entonces De la Cerda se hacía cada vez más impopular, sobre todo por su política de cobrar fuertes contribuciones para llevar a cabo la guerra contra Argüello, que regresó a Nicaragua en agosto de 1828, y la derrota de Baltodano apresuró aún más su caída.

### Caída y muerte
Meses después de que De la Cerda se había establecido en Rivas, en la ciudad se formó una conspiración en su contra, promovida por Damiana Palacios de Gutiérrez, viuda del doctor Rafael Ruíz de Gutiérrez, un oficial colombiano al que De la Cerda había hecho fusilar junto con el guayaquileño Juan Francisco Casanova por la presunta sospecha de haber sido espías de Simón Bolívar trabajando por anexar Nicaragua a la Gran Colombia.
En la mañana del 7 de noviembre de 1828 los conspiradores al mando de Francisco Argüello, comandante del ejército y primo de Cerda, toman el cuartel y logran capturar al Jefe en su propia casa.
Por la sentencia del Consejo de Guerra De la Cerda fue condenado a la muerte y fusilado en el atrio parroquial de la ciudad el 29 de noviembre. El "primer Jefe del Estado de Nicaragua", murió perdonando cristianamente a sus verdugos.

### Condenación
La actuación de Cerda fue condenada por la Asamblea Legislativa según consta en el Decreto del 29 de mayo de 1830, 

declarando injusta la guerra que la Asamblea reorganizada en Granada hizo al Ejecutivo del Estado, y la que el Jefe don Manuel Antonio de la Cerda sostuvo contra los Pueblos que defendieron el sistema Federal.

### Característica de su personalidad
El historiador José Dolores Gámez nos da la siguiente notable característica de la personalidad de Manuel Antonio de la Cerda: 

El tipo del primer Jefe del Estado de Nicaragua, fue muy semejante al de algunos señores feudales de la Edad Media. Cerda era incapaz de robar un centavo; pero sonreía gustoso, cuando le presentaban las orejas de los enemigos, ensartadas en una tizona.
Observó castidad toda su vida y no conoció otra mujer que la que le dió la iglesia; y aquel hombre que temblaba á la sola idea de un acto de impureza, veía tranquilo correr a torrentes la sangre de sus hermanos y reducir a escombros su propio suelo, antes que ceder una línea de sus pretensiones.

Cerda ayunaba, usaba cilicio y hacía penitencia; pero su corazón eminentemente piadoso, habría presenciado impasible la destrucción del género humano, si éste hubiera disentido en opiniones religiosas o politicas.

El historiador Jerónimo Pérez calificó a Manuel Antonio de la Cerda como 

Mártir de los tiranos por liberal; mártir de los liberales por tirano.